# Tony Pickard
Pour les articles homonymes, voir Pickard.
John Anthony Pickard, né le 13 septembre 1934, est un joueur et entraîneur de tennis britannique. Il est connu pour avoir été l'entraîneur de Stefan Edberg durant l'ensemble de sa carrière.
En tant que joueur, il a joué en Coupe Davis de 1961 à 1963 et a pris part plusieurs fois au tournoi de Wimbledon. Parmi ses succès en simple, citons un titre à Newport en 1959 et au British Covered Court Championships en 1961.
Il a connu Stefan Edberg au championnat d'Europe junior à Rome en 1981 et a négocié un contrat pour le jeune Suédois avec la marque de raquettes Wilson, firme pour laquelle il travaillait. Ce n'est qu'à l'automne 1984 que Tony Pickard collabore avec Stefan Edberg en tant qu'entraîneur, en remplacement de Percy Rosberg.
Capitaine de l'équipe du Royaume-Uni de Coupe Davis en 1997 et 1998, il a par la suite entraîné Greg Rusedski, Petr Korda, Marat Safin et Anne Keothavong.